# Spoorlijn Oberhausen - Wesel
De Spoorlijn Oberhausen - Wesel ook wel Walsumbahn genoemd is een Duitse spoorlijn tussen Oberhausen en Wesel en als spoorlijn 2271 onder beheer van DB Netze.

## Geschiedenis
Met de bouw van de spoorlijn werd begonnen in 1908 en tussen 1912 en 1913 werd hij in gebruik genomen. Het gedeelte tussen Spellen en Wesel moest opgeheven worden in 1945 nadat door de terugtrekkende Wehrmacht de brug over de Lippe was opgeblazen. Personenverkeer heeft daarna plaatsgevonden tussen Oberhausen en Spellen tot 1963. Momenteel is de lijn is alleen in gebruik voor het vervoer van goederen.

### Toekomst
Sinds 2004 zijn er plannen om de lijn van Oberhausen tot Walsum opnieuw in gebruik te nemen voor personenvervoer.

## Aansluitingen
In de volgende plaatsen is of was er een aansluiting op de volgende spoorlijnen:
Oberhausen Hbf
DB 2183, spoorlijn tussen Mülheim-Styrum en Oberhausen
DB 2262, spoorlijn tussen Oberhausen en Bottrop Nord
DB 2270, spoorlijn tussen Oberhausen en Emmerich
DB 2274, spoorlijn tussen Oberhausen en Duisburg-Ruhrort
DB 2275, spoorlijn tussen aansluiting Kolkmannshof en Oberhausen
DB 2277, spoorlijn tussen Oberhausen en Essen-Altenessen
DB 2278, spoorlijn tussen Oberhausen Obo en aansluiting Mathilde
DB 2282, spoorlijn tussen Oberhausen Obo en Oberhausen Obn
DB 2283, spoorlijn tussen Oberhausen Hauptbahnhof en Oberhausen West Oro
DB 2650, spoorlijn tussen Keulen en Hamm
Oberhausen Hbf Obn
DB 2270, spoorlijn tussen Oberhausen en Emmerich
DB 2272, spoorlijn tussen Oberhausen Hbf Obn en de aansluiting Grafenbusch
DB 2281, spoorlijn tussen Oberhausen West en Oberhausen Hbf Obo
DB 2282, spoorlijn tussen Oberhausen Hbf Obo en Oberhausen Hbf Obn
DB 2321, spoorlijn tussen Duisburg-Wedau en Oberhausen Hbf Obn
Duisburg-Hamborn
DB 2306, spoorlijn tussen Duisburg-Neumühl en Duisburg-Hamborn
lijn tussen Hamborn Rbf en Zeche Lohbruch
Walsum
DB 71, spoorlijn tussen Sterkrade en Walsum
Wesel
DB 14, spoorlijn tussen Wesel en Wesel Hafen
DB 2002, spoorlijn tussen Haltern en Büderich
DB 2263, spoorlijn tussen Wesel en Bocholt
DB 2270, spoorlijn tussen Oberhausen en Emmerich